# Сакко и Ванцетти (село)
Са́кко и Ванце́тти (укр. Сакко і Ванцетті) — село в Соледарской городской общине Бахмутского района Донецкой области Украины.

## Население
Перепись населения 1989 года в Украинской ССР показала, что в селе проживало 19 человек, из них 12 мужчин и 7 женщин. По данным всеукраинской переписи населения 2001 года в селе проживало 3 человека.

## Этимология названия
Село названо в честь анархистов Сакко и Ванцетти, приговорённых в США к смертной казни в 1927 году за террористическую деятельность. Их осуждение и казнь получили широкую огласку в 1920-е годы.